# Caseta de pou (Caldes de Malavella)
La Caseta de pou és una caseta situada a la urbanització La Granja, en el Parc de la Font de la Vaca de Caldes de Malavella (Selva). És una obra inclosa en l'Inventari del Patrimoni Arquitectònic de Catalunya.

## Descripció
Té el mur de la paret de maó vist. Té una porta de fusta pintada de color gris amb decoració geomètrica incisa i una petita obertura hexagonal. Horitzontalment hi ha sis cadenes de maó vist que separen porta i parets que resten reculades. Una faixa de maó vist separa la part inferior d'una cornisa motllurada, també de maó vist. Remata la caseta una coberta de ciment en forma de punxa hexagonal acabada en una petita esfera.

## Història
L'estiueig de la segona meitat del segle xix i principis del segle XX tenia un caràcter elitista, ja que es limitava als sectors benestants de la societat. Anava lligat a pràctiques curatives i també començava a ser una activitat de lleure. A Caldes de Malavella es construeixen gran nombre de cases, torres i xalets sobretot a l'entorn de la Rambla Recolons i de la que s'anomenà Colònia de la Granja, un ambiciós projecte de Miquel Picó i Jou i del que en forma part el parc de la Font de la Vaca. La seva funcionalitat, al marge de ser un element decoratiu i un banc de parc, dona cobertura a un pou d'aigua.